# CF Estrela da Amadora
Clube de Futebol Estrela da Amadora var en portugisisk fotbollsklubb från Amadora. Klubben grundades 1932 och upphörde 2011. Den spelade sina hemmamatcher på Estádio José Gomes. Samma år 2011 grundades Clube Desportivo Estrela, som år 2020 gick ihop med Club Sintra Football och blev Club Football Estrela da Amadora.
Fredrik Söderström, tidigare i Hammarby var där förut.